# Jaime de Olano
Jaime Eduardo de Olano Vela, né le 6 juillet 1970, est un homme politique espagnol membre du Parti populaire (PP).
Il est élu député de la circonscription de Lugo lors des élections générales de novembre 2011.

## Biographie

### Vie privée
Il est marié et père d'une fille.

### Une formation d'avocat
Titulaire d'une licence en droit, il obtient le certificat d'aptitude à la profession d'avocat. Il commence à exercer en 2006.

### Débuts au conseil de Viveiro
À l'occasion des élections municipales de mai 2011, il postule en deuxième place sur la liste de l'ancien maire, député et sénateur César Aja Mariño, candidat à mairie de Viveiro. Jaime de Olano est alors élu conseiller municipal de la ville après que la liste a obtenu près de 36 % des voix et six des dix-sept sièges du conseil. Il siège alors sur les bancs de l'opposition après la formation d'une coalition entre le PSOE et le BNG emmenée par María Loureiro García.

### Une ascension fulgurante
Quelques mois plus tard, il est investi en deuxième position sur la liste présentée par le parti dans la circonscription de Lugo et conduite par Joaquín María García Díez. Avec 121 422 voix et 56,10 % des suffrages exprimés, la liste remporte trois mandats. Jaime de Olano est alors élu au Congrès des députés aux côtés de García Díez et d'Olga Iglesias,. Membre de la commission pour l'Étude du changement climatique, de la commission de la Justice et de la commission constitutionnelle, il est choisi comme premier secrétaire de la prestigieuse commission des Budgets. En novembre 2014, il abandonne le bureau de la commission afin d'être désigné porte-parole adjoint de celle-ci. Peu après, au début du mois de février 2015, son nom est directement proposé par Rafael Hernando pour devenir porte-parole titulaire à la commission des Budgets — désormais présidée par José Enrique Serrano — en remplacement du catalan Antonio Gallego. Le dernier jour de la législature, le 23 octobre 2015, il accomplit un serment d'allégeance au drapeau de l'Espagne, comme 300 autres civils, et jure de respecter et défendre la Constitution espagnole.
Réélu lors des élections municipales de mai 2015 puis, en décembre 2015, lors des élections générales où il concourt en deuxième position, il conserve ses responsabilités parlementaires à la commission des Budgets et intègre la commission du Suivi et de l'Évaluation des accords du pacte de Tolède. Il conserve à nouveau son mandat au palais des Cortes après la tenue des élections législatives anticipées de juin 2016. À l'ouverture de la nouvelle législature, il intègre la commission pour la qualité démocratique et la lutte contre la corruption et s'inscrit à la commission constitutionnelle et à celle des Finances et de la Fonction publique. Comme porte-parole de son groupe à la commission des Budgets, il est chargé de défendre les projets de budgets pour 2017 et 2018 dans l'hémicycle du Congrès et critique le refus du PSOE à négocier le plafond des dépenses annuel et les projets de lois budgétaires. En novembre 2017, avec Marí Bosó, Francisco Martínez, Pilar Cortés et Alicia Sánchez-Camacho notamment, il est choisi par la direction du groupe parlementaire pour siéger à la nouvelle commission pour l'évaluation et la modernisation de l'État des autonomies ; commission proposée par le secrétaire général socialiste Pedro Sánchez en contrepartie du soutien de son parti à l'activation de l'article 155 de la Constitution en Catalogne. Jaime de Olano est élu deuxième secrétaire de la commission lors de la session constitutive. Il est désigné porte-parole adjoint du groupe parlementaire, sous l'autorité de Dolors Montserrat, le 27 juillet 2018 après la victoire de Pablo Casado lors du 19e congrès du Parti populaire.